# NStB – Melnik bis Sazawa
Die NStB – Melnik bis Sazawa waren Dampflokomotiven der k.k. Nördlichen Staatsbahn (NStB) Österreich-Ungarns.
Die acht Lokomotiven wurden von der Lokomotivfabrik Meyer in Mülhausen 1844 und 1845 geliefert.
Die NStB gab ihnen die Namen MELNIK, KUTTENBERG, PLANIAN, BERAUN, ELBE, MOLDAU, KÖNIGSWART und SAZAWA sowie die Betriebsnummern 53–60.
Sie waren nach Vorbild der 2A-Lokomotiven von William Norris in Philadelphia gefertigt, hatten jedoch bereits horizontal liegende Zylinder.
1854 verkaufte die NStB die KUTTENBERG und die ELBE an die k.k. Östliche Staatsbahn (ÖStB), die ihnen die Namen BABIAGORA und ROHACZ gab und sie 1861 ausmusterte.
1855 übernahm die Österreichisch-ungarische Staatseisenbahngesellschaft (StEG) die NStB.
Dabei erhielten die PLANIAN und die MOLDAU die Nummern 73 und 74.
Die restlichen vier Maschinen, die MELNIK, die BERAUN, die KÖNIGSWART und die SAZAWA, wurden 1858 an die Theissbahn verkauft.
Dort erhielten sie die Namen SZOLNOK, KARCSAG, KIS-UJ-SZÁLLÁS und SZOBOSZLÓ.
Die Theissbahn musterte sie 1876 und 1877 aus.
Die beiden StEG-Maschinen 73 und 74 wurden 1864 an das Eisenwerk Waidhofen verkauft.